# Амрога (округ)
Амрога — округ у штаті Уттар-Прадеш, Індія. Площа округу становить 2321 км², а населення 1840221 осіб (станом на 2011). 

## Демографія
Із 1840221 мешканців округу 963449 (52.4 %) становлять чоловіки та 876772 (47.6 %) становлять жінки. В окрузі зареєстровано 314401 домогосподарств (із яких 25.1 % у містах та 74.9 % у селах). У містах проживає 458713 осіб (24.9 %), а в селах 1381508 осіб (75.1 %). Грамотними є 983110 осіб (53.4 %), а неграмотними 857111 осіб (46.6 %). Грамотними є 62.3 % чоловіків та 43.6 % жінок.

## Міста
- Амрога
- Бачхраон
- Дганаура
- Ґаджраула
- Гасанпур
- Джоя
- Науґаван-Садат
- С'єд-Наґлі
- Уджгарі